# I. B třída Olomouckého kraje
I. B třída Olomouckého kraje tvoří společně s ostatními prvními B třídami sedmou nejvyšší fotbalovou soutěž v České republice. Je řízena Olomouckým krajským fotbalovým svazem a rozdělena na skupiny A, B a C. Hraje se každý rok od léta do jara se zimní přestávkou, účastní se jí v každé skupině 14 týmů z Olomouckého kraje, každý s každým hraje jednou na domácím hřišti a jednou na hřišti soupeře. Celkem se tedy hraje 26 kol. Vítězem se stává tým s nejvyšším počtem bodů v tabulce a postupuje do jedné ze skupin I. A třídy Olomouckého kraje. Poslední týmy sestupují do Okresních přeborů (II. tříd), řízených dle spádovosti:
- Okres Jeseník – OFS Jeseník
- Okres Olomouc – OFS Olomouc
- Okres Prostějov – OFS Prostějov
- Okres Přerov – OFS Přerov
- Okres Šumperk – OFS Šumperk

Zkratky: OFS – Okresní fotbalový svaz

## Vítězové
Zdroje: 

### Vítězové I. B třídy – skupina A
| Ročník    | Vítězný tým                                    |
| --------- | ---------------------------------------------- |
| 2001/2002 | TJ Sokol Ústí                                  |
| 2002/2003 | TJ Sokol Stará Ves                             |
| 2003/2004 | TJ Sokol Mostkovice                            |
| 2004/2005 | TJ Sokol Troubky                               |
| 2005/2006 | FK Býškovice/Horní Újezd                       |
| 2006/2007 | TJ Sokol Klenovice na Hané                     |
| 2007/2008 | TJ Sokol Bělotín                               |
| 2008/2009 | FK Slavoj Kojetín-Kovalovice                   |
| 2009/2010 | TJ Sokol Tovačov                               |
| 2010/2011 | TJ Sokol Konice „B“                            |
| 2011/2012 | TJ Haná Prostějov                              |
| 2012/2013 | FC Beňov                                       |
| 2013/2014 | SK Lipová                                      |
| 2014/2015 | TJ Tatran Všechovice                           |
| 2015/2016 | FK Slavoj Kojetín-Kovalovice „B“               |
| 2016/2017 | TJ Sokol Dub nad Moravou                       |
| 2017/2018 | FK Spartak Lipník nad Bečvou                   |
| 2018/2019 | TJ Sokol Klenovice na Hané                     |
| 2019/2020 | FK Troubky - nedohráno z důvodu Covid-19       |
| 2020/2021 | Sokol Kovalovice - nedohráno z důvodu Covid-19 |
| 2021/2022 | Sokol Kovalovice                               |
| 2022/2023 | Sokol v Pivíně                                 |
| 2023/2024 |                                                |

### Vítězové I. B třídy – skupina B
| Ročník    | Vítězný tým                                   |
| --------- | --------------------------------------------- |
| 2001/2002 | SK Šumvald                                    |
| 2002/2003 | TJ FC Hněvotín                                |
| 2003/2004 | SK Náměšť na Hané                             |
| 2004/2005 | FK Autodemont Horka nad Moravou „B“           |
| 2005/2006 | TJ Sokol Kožušany                             |
| 2006/2007 | FK Autodemont Horka nad Moravou               |
| 2007/2008 | FK Brodek u Přerova                           |
| 2008/2009 | TJ Sokol Dub nad Moravou                      |
| 2009/2010 | TJ Sokol Bouzov                               |
| 2010/2011 | FK Hlubočky                                   |
| 2011/2012 | TJ Sokol Bohuňovice                           |
| 2012/2013 | SK Chválkovice                                |
| 2013/2014 | TJ Maletín                                    |
| 2014/2015 | TJ Sigma Lutín                                |
| 2015/2016 | TJ Sokol Paseka                               |
| 2016/2017 | FC Kostelec na Hané                           |
| 2017/2018 | TJ Sokol Olomouc – Chomoutov                  |
| 2018/2019 | 1. FC Olešnice u Bouzova                      |
| 2019/2020 | Sokol Dub - nedohráno z důvodu Covid-19       |
| 2020/2021 | SK Loštice 1923 - nedohráno z důvodu Covid-19 |
| 2021/2022 | FK Velká Bystřice                             |
| 2022/2023 | TJ Kožušany                                   |
| 2023/2024 |                                               |

### Vítězové I. B třídy – skupina C
| Ročník    | Vítězný tým                                 |
| --------- | ------------------------------------------- |
| 2001/2002 | FC Trul Mikulovice                          |
| 2002/2003 | Olpa Jindřichov                             |
| 2003/2004 | SK Červenka                                 |
| 2004/2005 | TJ Sokol Leština                            |
| 2005/2006 | TJ Jiskra Oskava                            |
| 2006/2007 | Olpa Jindřichov                             |
| 2007/2008 | TJ Granitol Moravský Beroun                 |
| 2008/2009 | TJ Písečná                                  |
| 2009/2010 | TJ Sokol Bludov                             |
| 2010/2011 | FK Mohelnice „B“                            |
| 2011/2012 | Olpa Jindřichov                             |
| 2012/2013 | TJ Vidnava                                  |
| 2013/2014 | FK Stomix Žulová                            |
| 2014/2015 | FC Dubicko                                  |
| 2015/2016 | Olpa Jindřichov                             |
| 2016/2017 | TJ Sokol Leština                            |
| 2017/2018 | TJ Sokol Leština                            |
| 2018/2019 | TJ Sokol Lesnice                            |
| 2019/2020 | SK Bludov - nedohráno z důvodu Covid-19     |
| 2020/2021 | TJ Postřelmov - nedohráno z důvodu Covid-19 |
| 2021/2022 | SK Bludov                                   |
| 2022/2023 | FK Mikulovice                               |
| 2023/2024 |                                             |

Poznámky:
- 1991/92 – 2001/02: Hanácká župa
- 2002/03 – dosud: Olomoucký kraj